# Pangboche (cratera)
A cratera Pangboche é uma jovem cratera de impacto no quadrângulo de Tharsis de Marte próxima ao topo de Olympus Mons.  Seu diâmetro é de 11 km, localiza-se a  17.22º N  133.62º W.  Seu nome vem de uma vila no Nepal. 